# Ernst Thälmann - Lãnh đạo của Giai cấp mình
Ernst Thälmann - Lãnh đạo của Giai cấp mình (tiếng Đức: Ernst Thälmann - Führer seiner Klasse) là phần tiếp theo của bộ phim Ernst Thälmann - Đứa con của Giai cấp mình do Kurt Maetzig và Johannes Arpe đạo diễn, ra mắt lần đầu năm 1955.

## Diễn viên
- Günther Simon... Ernst Thälmann
- Hans-Peter Minetti... Fiete Jansen
- Karla Runkehl... Änne Jansen
- Paul R. Henker... Robert Dirhagen
- Hans Wehrl... Wilhelm Pieck
- Karl Brenk... Walter Ulbricht
- Gerd Wehr... Wilhelm Florin
- Walter Martin... Hermann Matern
- Theo Shall... Marcel Cachin
- Georges Stanescu... Georgy Dimitrov
- Nikolai Kryuchkov... Đại tá xe tăng Soviet
- Carla Hoffmann... Rosa Thälmann
- Angela Brunner... Irma Gabel-Thälmann
- Erich Franz... Arthur Vierbreiter
- Erika Dunkelmann... Martha Vierbreiter
- Raimund Schelcher... Krischan Daik
- Herbert Richter... Kruczinski
- Michel Piccoli... Maurice Rouger
- Wilhelm Koch-Hooge... Hauptmann Schröder
- Paul Pfingst... Kulle
- Fritz Diez... Adolf Hitler
- Kurt Wetzel... Hermann Göring
- Hans Stuhrmann... Joseph Goebbels
- Walter Jupé... Diebold
- Werner Peters... Quadde
- Fred Kötteritzsch... Franz von Papen
- Hanns Anselm Perten... Chủ đất
- Martin Flörchinger... Saar-Delegierter
- Gerry Wolff... Saar-Delegierter
- Fred Delmare... Anh lính
- Jochen Thomas... Bergarbeiter
- Albert Hetterle... Thợ mỏ
- Steffie Spira-Ruschin... Người qua đường
- Joachim Tomaschewsky... Người qua đường

## Ê-kíp
- Thiết kế sản xuất: Otto Erdmann, Willy Schiller
- Phục trang: Gerhard Kaddatz, Ursula Leuschner, Walter Schulze-Mittendorff
- Âm thanh: Erich Schmidt

## Vinh danh
- Diễn viên chính xuất sắc nhất (Günther Simon) - Liên hoan phim quốc tế Karlovy Vary (1954)

## Xem thêm

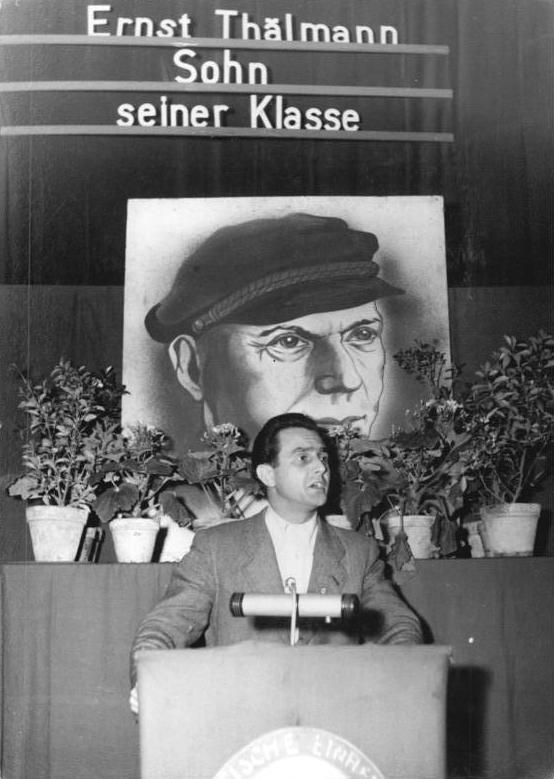
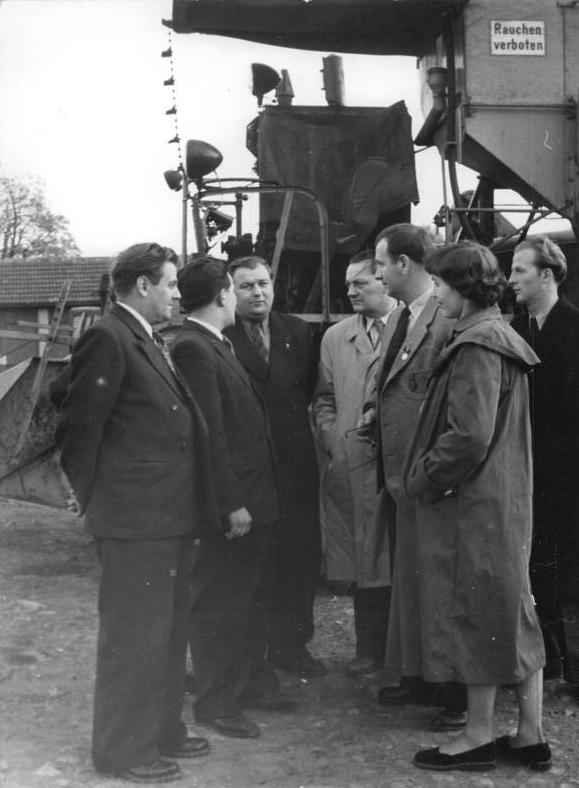

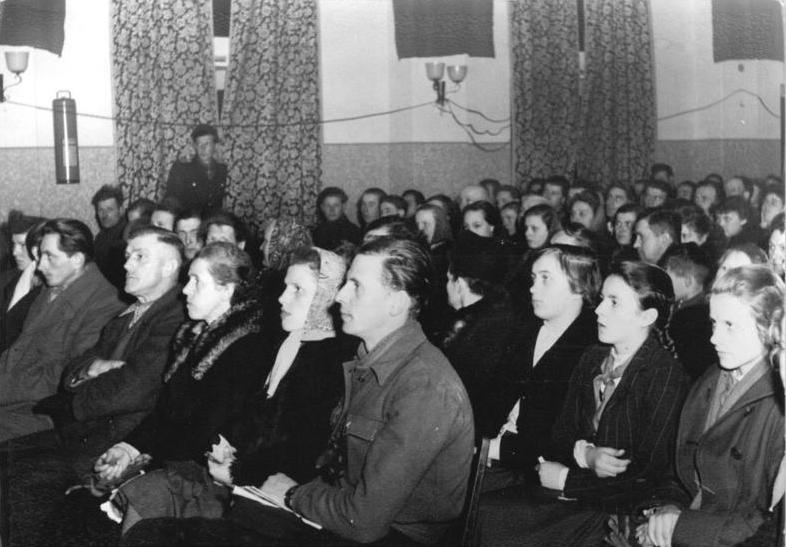
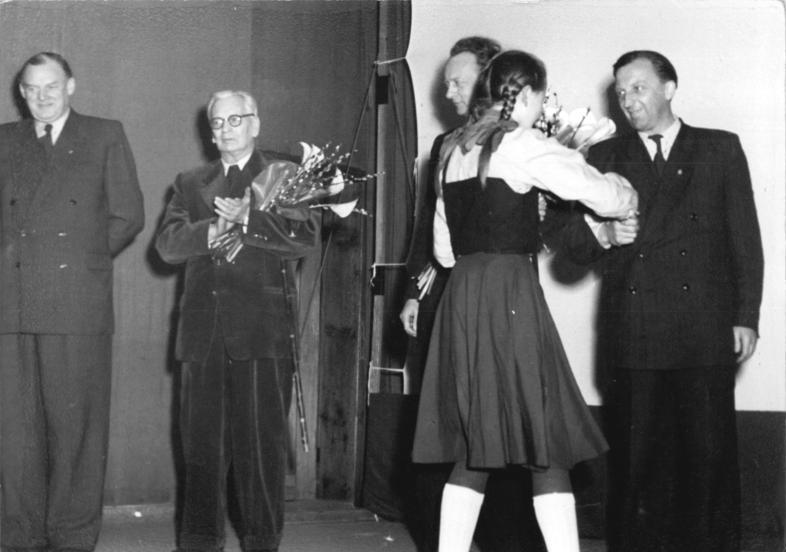